# عادل الرويشد
عادل الرويشد (1965-)، مغني وملحن كويتي.

## بداية المشوار الفني
ولد الفنان عادل الرويشد في الكويت من عام 1965 وهو ينتمي لأسرة فنية، حيث أن شقيقاه هم الملحن محمد الرويشد والمطرب عبد الله الرويشد، وكانت بدايته الفعلية بالفن من خلال فرقة رباعي الكويت وكان عازفاً إيقاعياً في ذلك الوقت بديلا عن شقيقه الفنان عبد الله، ثم أصدر أول أغنية خاصة له سنة 1984 بعنوان (خدعتيني) وكانت من كلمات الشاعر فاخر خاطر ومن ألحان الفنان جاسم الغريب.

## الألبومات
- خدعتيني.
- طريج امشيه.
- سامح إذا اخطيت.
- الا بسال.
- سلم عليهم يا ليل.
- آخر كلمة.
- ردي علي.
- هونها وتهون.
- تبعته بعيوني.
- الله يابو سليمان.
- ناسي.
- ثمن كلامك.
- ياصاحبي.
- الامر امرك.
- خلان الولايف.
- كلميني.
- هيلي يالله (أغنية وطنية).